# Biguetes

Biguetes, respecte del terme de Granera

Biguetes és una masia del terme municipal de Granera, a la comarca catalana del Moianès.
Està situada a 652 metres d'altitud uns dos quilòmetres al sud-oest del Barri del Castell de Granera, a l'extrem occidental de la Carena de Biguetes, entre el Xaragall de Biguetes, que queda a migdia seu, i del torrent de Cal Cintet, que en queda al nord. Passa per davant mateix de la casa, al seu costat oriental, la carretera de Granera a Sant Llorenç Savall.
Està situada al costat de ponent d'un revolt molt tancat de la carretera local de Granera a la B-124, a mig camí entre Sant Llorenç Savall i Monistrol de Calders, a 2 quilòmetres de la capella de Santa Cecília i del final de la carretera BV-1245.